# ヒデ三好
ヒデ三好（ヒデみよし、1975年9月20日 - ）は、鳥取県倉吉市出身の格闘技トレーナー。
インターハイ及び国体出場を果たしているアマチュアレスリングと、プロキックボクシングの経験を活かし、東京・西新宿にて格闘技ジム「HIDE'S KICK!」を主宰。
小比類巻貴之、堀啓、所英男、タクミ、ストラッサー起一のトレーナーを務めた経験がある。
2014年9月からCARPE DIEM広尾でキックボクシングエクサイズを開催。